# گلدن هرس‌شو
گُلدن هُرس‌شو (به انگلیسی: Golden Horseshoe) یک منطقه در کانادا است که در انتاریو واقع شده‌است. گلدن هرس‌شو ۳۱٬۵۶۱٫۵۷ کیلومتر مربع مساحت و ۹٬۲۴۵٬۴۳۸ نفر جمعیت دارد.